# Di-isopropylamine
Di-isopropylamine is een alifatische organische verbinding met als brutoformule C6H15N. Het is een kleurloze, ontvlambare vloeistof met een kenmerkende geur, die zeer slecht oplosbaar is in water. De stof is het meest bekend vanuit een lithiumzout, namelijk lithiumdi-isopropylamide of LDA. Dit zout wordt meestal direct voor gebruik in een oplossing van di-isopropylamine gemaakt door butyllithium aan de oplossing toe te voegen.

## Toepassingen
Di-isopropylamine wordt gebruikt als katalysator, oplosmiddel en tussenproduct bij de productie van corrosie-inhibitoren en andere verbindingen, zoals di-isopropylethylamine. In de geneeskunde wordt het gebruikt als een vasodilatator, een bloedvatverwijdend middel.

## Toxicologie en veiligheid
De stof ontleedt bij verhitting met vorming van giftige dampen, onder andere stikstofoxiden. Di-isopropylamine is een sterke base, ze reageert hevig met zuren en is corrosief voor koper, zink en hun legeringen, aluminium en gegalvaniseerd staal. Ze reageert hevig met oxiderende stoffen, waardoor kans op brand en ontploffing ontstaat. Ze tast ook sommige kunststoffen aan.
De stof is corrosief voor de ogen, de huid en de luchtwegen. Blootstelling kan de dood veroorzaken.